# Kolganov
Kolganov je priimek več oseb:
- Konstantin Stepanovič Kolganov, sovjetski general
- Michael Kolganov, uzbeško-izraelski kanuist
- Vadim Kolganov, ruski mojster borilnih veščin